# Andrea Guo
Andrea Guo (* 2. Februar 2000 in Hollabrunn) ist eine Schauspielerin mit österreichischer Staatsangehörigkeit, die in Deutschland lebt und teils auch aufgewachsen ist.

## Leben
Die Österreicherin Andrea Guo wurde 2000 in Hollabrunn geboren und verbrachte ihre ersten Lebensjahre in der Steiermark, bevor sie mit ihren Eltern, die in den 1990er Jahren aus dem chinesischen Qingtian nach Europa kamen, nach Bayern umzog. 2014 wohnte sie eine Zeit lang in Wien und verbrachte 2017 ein halbes Jahr in den USA. Gleich im Anschluss begann Andrea Guo 2017 in Köln an der privat geführten Film Acting School ihr Schauspielstudium, das sie als Jüngste ihrer Klasse 2019 erfolgreich abschloss. Schon während ihres Studiums konnte man sie im Kölner Metropol-Theater in Schneewittchen, kein Kindermärchen und im Burg Satzvey-Theater in Die Schneekönigin auf der Bühne sehen. Ihren Professor der Filmacting School begleitete sie als Regieassistentin im Sommer 2019 zu einem Kindertheater-Projekt mit den Stücken Alice im Wunderland und Schneewittchen an die HSH Drama School in China.
Zurück in Deutschland begannen die Dreharbeiten der Sky-Serie Hausen, in der Guo in einer Ensemble-Hauptrolle als „Loan“ besetzt worden war. Parallel übernahm sie kleinere Rollen in der ARD-Reihe Käthe und ich – Der Narzisst, in der österreichisch-deutschen Fernseh-Koproduktion Die Toten von Salzburg – Treibgut sowie in der Netflix-Serie Wir sind die Welle.
Noch vor der Erstausstrahlung ihrer Serie Hausen ab Ende Oktober 2020 auf Sky wurden die ersten beiden Folgen in ganz Deutschland im Kino gezeigt.

## Filmografie (Auswahl)
- 2018: You change
- 2018: Vision of death
- 2019: Wir sind die Welle (Fernsehserie)
- 2019: Suntoxic
- 2019: Riot
- 2020: Hausen (Fernsehserie)
- 2020: Die Toten von Salzburg
- 2020: Käthe und ich
- 2020: Der Lehrer (Fernsehserie)
- 2022: Schule am Meer – Frischer Wind
- 2022, 2023: In aller Freundschaft – Die jungen Ärzte (Fernsehserie)
- 2022: Love Machine 2
- 2023: Der Schwarm (Fernsehserie)
- 2023: Sophia, der Tod und ich
- 2023: Malibu – Küss den Frosch
- 2023: Ein Regenbogen zu Weihnachten
- 2023: German Genius (Fernsehserie)
- 2024: Blind ermittelt – Tod im Palais (Der Wien-Krimi: Blind ermittelt – Totenreich)
- 2024: Polizeiruf 110: Der Dicke liebt
- 2024: Neuer Wind im Alten Land: Beke wirbelt auf
- 2024: Neuer Wind im Alten Land: Gestrandet
- 2024: Maxton Hall - Die Welt zwischen uns  (Fernsehserie)
- 2024: Allein zwischen den Fronten
- 2025: Neuer Wind im Alten Land: Erntezeit
- 2025: Neuer Wind im Alten Land: Stolz und Vorurteil